# 中国国民党江西省党部
中国国民党江西省党部是中国国民党在江西省的省级组织。

## 历史沿革
| 1923      | 联俄容共                 |
| 1924      | 第一次全国代表大会       |
| 1925      | 召开江西省第一次代表大会 |
| 1925      | 成立江西省党部           |
| 1926      |                          |
| 1927      | 北伐军占领南昌           |
| 1927      | 清党                     |
| 1928      | 整理党务                 |
| 1929–1938 |                          |
| 1939      | 日军占领南昌             |
| 1940–1944 |                          |
| 1945      | 日本投降                 |
| 1946      |                          |
| 1947      | 与三青团合并             |
| 1948      |                          |
| 1949      | 解放军占领南昌           |

江西省党部起源于清朝在江西省活动的中国同盟会与中华共进会。辛亥革命时，两党奉中央党部命令合二为一，成立国民党江西支部。支部于1914年移至东京，1916年移至上海。
1925年7月，中国国民党江西省第一次代表大会在南昌举行，组成江西省第一届执行委员会与监察委员会，江西省党部正式成立。之后，历经江西省第二届执监委员会、江西省第三届执监委员会、江西省清党委员会、江西省改组委员会、江西省临时党部、江西省党务指导委员会、江西省第四届执监委员会、江西省第五届执监委员会、江西省第六届执监委员会、江西省第七届执监委员会、党团统一委员会。
1949年5月，中国人民解放军占领南昌。